# Borki Wielkie (Biskupiec)
Borki Wielkie (deutsch Groß Borken) ist ein Dorf in der polnischen Woiwodschaft Ermland-Masuren. Es gehört zur Stadt- und Landgemeinde Biskupiec (Bischofsburg) im Powiat Olsztyński (Kreis Allenstein).

## Geographische Lage
Borki Wielkie liegt in der Mitte der Woiwodschaft Ermland-Masuren, 30 Kilometer nördlich der früheren Kreisstadt Ortelsburg (polnisch Szczytno) bzw. 39 Kilometer östlich der heutigen Kreismetropole Olsztyn (deutsch Allenstein).

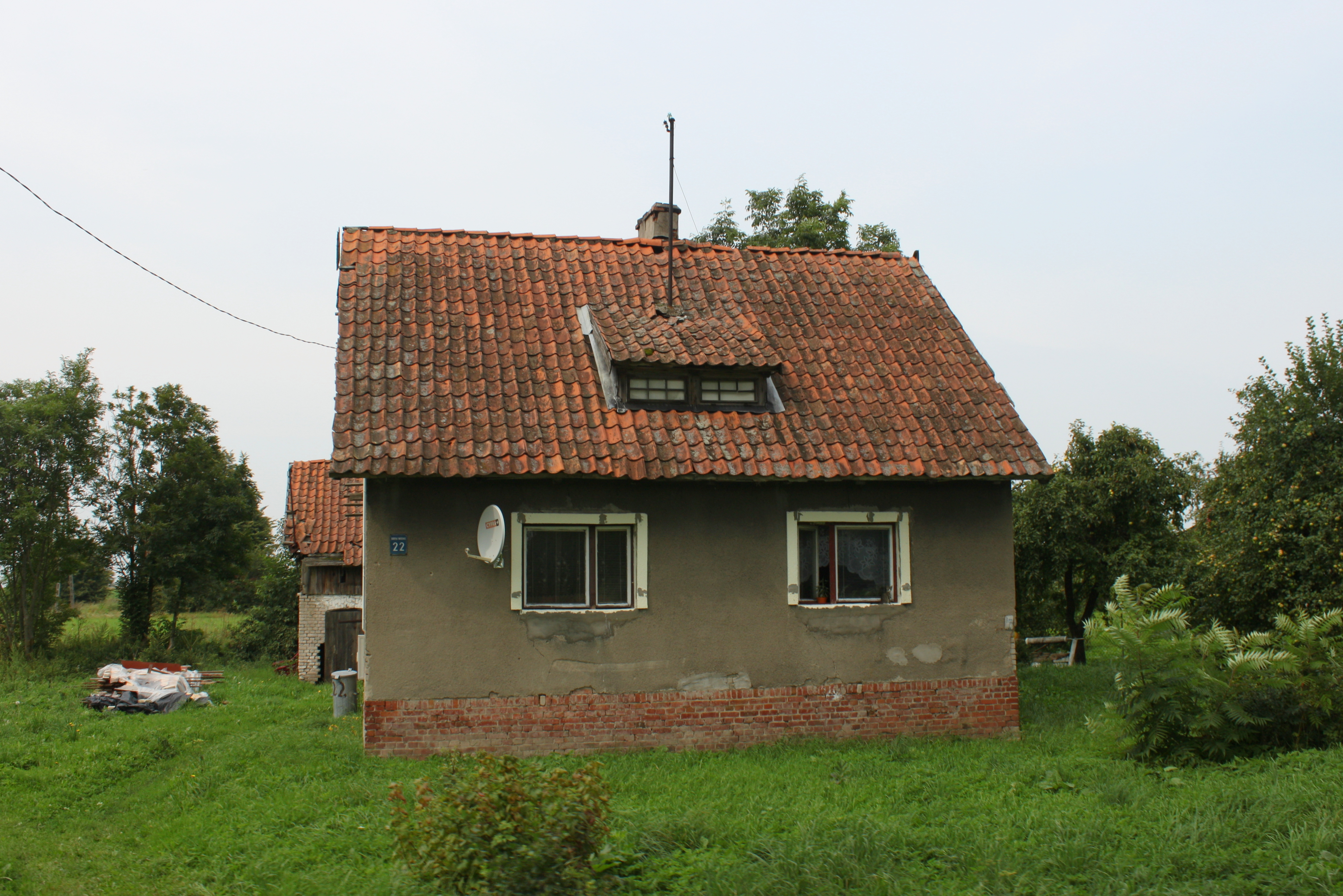
Wohnhaus in Borki Wielkie

## Geschichte
Die Anfänge von Groß Borken – bis nach 1871 Borken (ohne Zusatz) genannt – bis in die Zeit vor 1374 zurück. Es gehörte zu den Gütern, die dem Ritter Menzel von Wildenau verschrieben waren. Als Eigentümer wurde die Familie Wildenau noch bis in das 16. Jahrhundert hinein genannt. 1560 war Andreas Jonas der Besitzer, ihm folgte die Familie von Eylenburg, der Rittmeister Friedrich Ernmst von Goldberg, die Adelsfamilie von Gröben (1748) sowie Johann Ernst von Kurowski (1778). Anfang des 19. Jahrhunderts erwarb Wilhelm von Berg (später Landrat des Kreises Ortelsburg) das Gut. Anfang des 20. Jahrhunderts wurde Groß Borken teilweise aufgesiedelt, und das Restgut gab sein Besitzer Konrad Daum dann auch für Siedlungszwecke ab.
Im Jahre 1874 wurde Groß Borken in den neu errichteten Amtsbezirk Kobulten (polnisch Kobułty) eingegliedert. Er gehörte zum ostpreußischen Kreis Ortelsburg. 133 Einwohner zählte 1910 der damalige Gutsbezirk Groß Borken. Ihre Zahl stieg bis 1933 in dem inzwischen zur Landgemeinde avancierten Dorf auf 411 und belief sich 1939 auf 511. Im Jahre 1939 gab es in Groß Borken 61 landwirtschaftliche Betriebe.
Aufgrund der Bestimmungen des Versailler Vertrags stimmte die Bevölkerung in den Volksabstimmungen in Ost- und Westpreussen am 11. Juli 1920 über die weitere staatliche Zugehörigkeit zu Ostpreußen (und damit zu Deutschland) oder den Anschluss an Polen ab. In Groß Borken stimmten 139 Einwohner für den Verbleib bei Ostpreußen, auf Polen entfielen keine Stimmen.
In Kriegsfolge kam 1945 das gesamte südliche Ostpreußen und somit auch Groß Borken zu Polen. Das Dorf erhielt die polnische Namensform „Borki Wielkie“ und ist heute mit Sitz eines Schulzenamts (polnisch Sołectwo) eine Ortschaft im Verbund der Stadt- und Landgemeinde Biskupiec (Bischofsburg) im Powiat Olsztyński (Kreis Allenstein), bis 1998 der Woiwodschaft Olsztyn, seither der Woiwodschaft Ermland-Masuren zugehörig. Im Jahre 2011 waren in Borki Wielkie 321 Einwohner registriert.

## Kirche
Bis 1945 war Groß Borken in die evangelische Kirche Kobulten in der Kirchenprovinz Ostpreußen der Kirche der Altpreußischen Union sowie in die katholische Kirche Kobulten im damaligen Bistum Ermland eingepfarrt.
Heute gehört Borki Wielkie katholischerseits weiterhin zu Kobułty, jetzt allerdings im Erzbistum Ermland gelegen. Die evangelischen Kirchenglieder orientieren sich zur Kirche Sorkwity (Sorquitten) mit einer Kapelle in Biskupiec in der Diözese Masuren der Evangelisch-Augsburgischen Kirche in Polen.

## Schule
Die zur Zeit Friedrichs des Großen gegründete Schule hatte 1931 drei Klassen und eine Berufsschule.

## Verkehr
Borki Wielkie liegt verkehrsgünstig an der polnischen Landesstraße 16 (einstige deutsche Reichsstraße 127) die vom einstigen Westpreußen durch das damalige Ostpreußen heute bis nach Litauen führt. Durch den Ort verläuft außerdem eine Nebenstraße, die Kałęczyn (Kallenczin, 1938 bis 1945 Kallenau) an der Woiwodschaftsstraße 600 mit Choszczewo (Choszewen, 1938 bis 1945 Hohensee) verbindet.
Bis 2010 war Borki Wielkie über die in seiner Gemarkung gelegene Bahnstation Dąbrówka Kobułcka (deutsch Dombrowken) an das Bahnnetz – hier an die Bahnstrecke Czerwonka–Ełk (deutsch Rothfließ–Lyck) angeschlossen. Die Strecke wird seit 2010 nicht mehr befahren.

## Persönlichkeiten
- Hermann von Berg-Perscheln (* 1814 in Groß Borken; † 1880 in Perscheln), preußischer Offizier und Landrat im Kreis Mohrungen